# 海西区
海西区，中华民国山东省青岛市原辖区。1929年9月由南京国民政府改置，辖胶州湾西岸的黄岛、薛家岛等地。1938年1月日本第二次侵占青岛后，海西区为青岛特别市警察局管辖的保甲行政区六区之一，1943年改为保甲五区之一。至1945年日本投降前，为青岛特别市区划直辖七区之一。1946年3月，南京国民政府第二次统治时期，海西区为青岛市警察区划七区之一。